# Lincoln MKT
Le Lincoln MKT est un gros break vendu aux États-Unis depuis septembre 2009, il fut d'abord présenté au Salon de Détroit 2009. Selon plusieurs sources, le Lincoln MKT sera retiré du catalogue en 2019 et sera remplacé par le Lincoln Aviator dès 2020.